# Carlos Mangiagalli

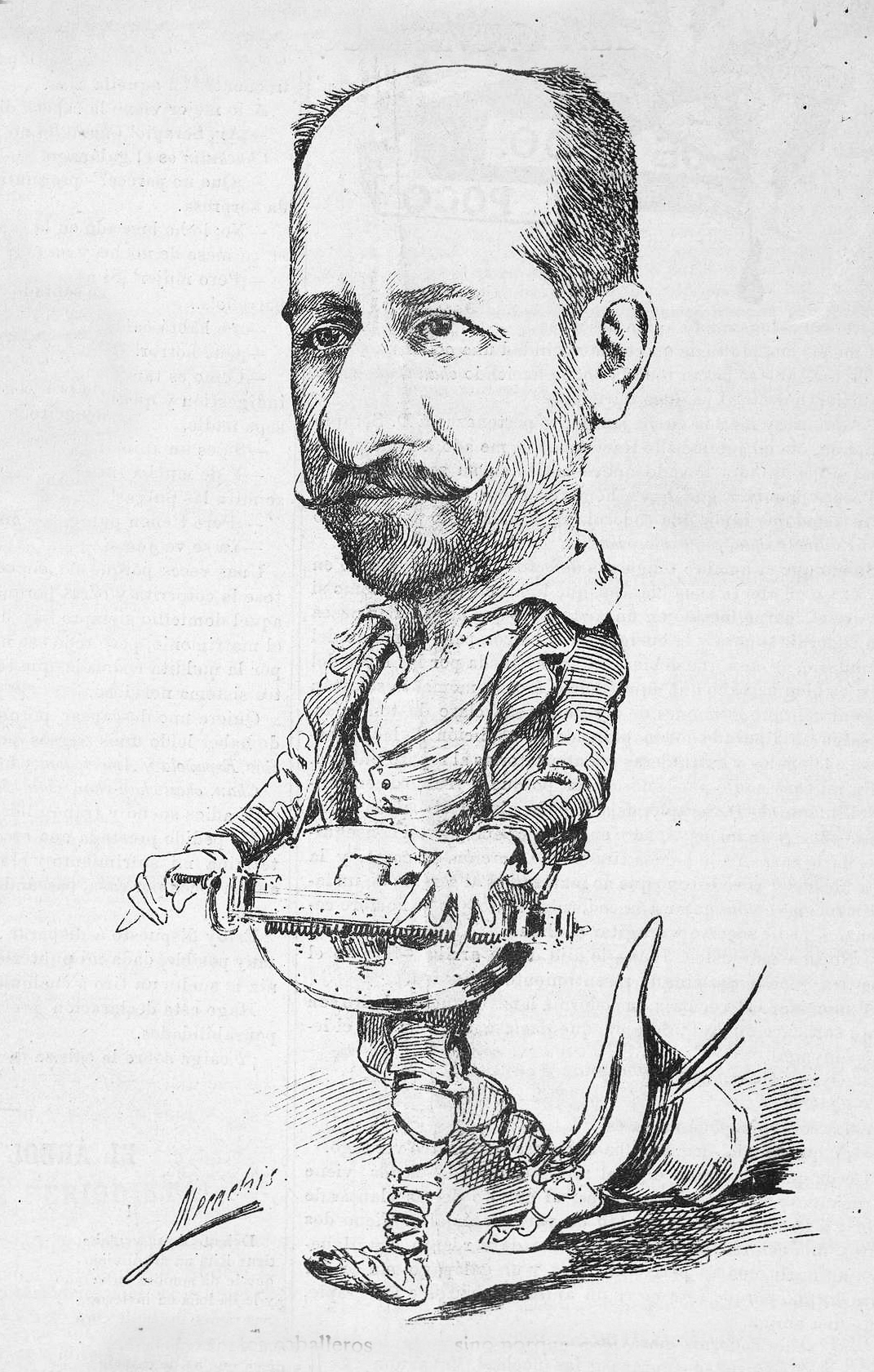
Mangiagalli en Madrid Cómico

Carlos Mangiagalli Vitali (Bérgamo, Italia, 9 de marzo de 1842 - Madrid, mayo de 1896) fue un músico, director de orquesta y compositor italiano afincado en España.

## Obras
- El diablo en la abadía 1878 en dos actos en verso letra de Juan Antonio Almela.
- I comici tronati 1883 estrenada en el teatro Recoletos.
- Artistas a cala juguete cómico-lírico en un acto, en prosa y verso letra de Basilio Gastaminza, 1881
- Un par de lilas, con letra de Rafael María Liern, 1881.[3]
- El amor de un boticario juguete cómico-lírico en un acto y en verso letra de A.S. 1885
- Fuegos artificiales juguete cómico-lírico en un acto y en prosa, letra de Vicente García Valero, 1887
- La tertulia de Susana juguete cómico-lírico en un acto, en prosa y verso letra de Vicente García Valero, 1889
- Quiera ud. a mi mujer zarzuela cómica en dos actos, arreglada a la escena española por Manuel Cuartero y Waldo Ferrer Garayta, 1877
- Ruperto el pobre diablo parodia de la ópera Roberto el diablo, en un acto y cuatro cuadros, en verso letra de Pedro Escamilla, 1883
- Sin contrata juguete cómico-lírico en un acto y en prosa letra de José de la Cuesta y Heliodoro Criado y Baca 1883
- Un loco hace ciento juguete cómico-lírico, en un acto y en prosa, de Heliodoro Criado y Baca y Joaquín Escudero, 1883